# 미니클립

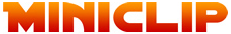
로고

미니클립(Miniclip)은 2001년에 로버트 스몰(Robert Small)과 티한 프레스비(Tihan Presbie)가 설립한 무료 온라인 게임 웹사이트이다. 설립 당시엔 그 가치를 약 £40,000정도 예상하였지만 빠르게 성장하여 2006년부터 2008년도에는 해마다 £2억이 넘는 수익을 창출하고 £9억이 넘는 가치를 지니게 되었다.

## 대표작
- Agar.io
- Diep.io
- 전염병 주식회사
- Head Ball 2